# Подземна експлоатација чврстих минералних сировина
Подземна експлоатација минералних сировина се односи на различите технике ископавања сировина, већином се односи на оне који садрже метале, као што су руде које садрже злато, сребро, гвожђе, бакар, никл, калај, олово, али такође подразумева коришћење исте методе за ископавање руда драгуља као што су дијаманти. Такође, ове методе се могу користити за ископавање меких руда као што су со, угаљ и катран.

## Отварање рудника
Основни начини отварања лежишта су:
- Отварање лежишта вертикалним окном се врши када лежиште залеже на великој дубини и када се ради о великим капацитетима откопавања. Дубока скип окна омогућавају велике брзине извоза и велике капацитете, више милиона тона годишње. Код веома дубоких јама отварање се обавља вертикалним окном и слепим вертикалним окном, које се наставља испод максималне достигнуте дубине првог окна.
- Отварање лежишта косим окном се користи за отварање хоризонталних и благо нагнутих лежишта, великих капацитета производње са малих дубина. У пракси се ове просторије називају нископима због нископног начина израде.
- Отварање лежишта поткопом се врши када је минерално лежиште лоцирано на брдовитом терену, тако да цело, или једним делом залеже изнад блиских долина. Најнижи поткоп мора бити довољно издигнут изнад дна долина да јама буде безбедна од потапања у случајевима највећих очекиваних водостаја сталних или повремених водених токова.
- Отварање лежишта рампом се врши за лежишта која залежу на мањим дубинама (неколико стотина метара) која ће се откопавати са малим и средњим годишњим капацитетима. Основна предност отварања рампом је фазност отварања, а неповољност је велика транспортна дужина, због малог нагиба рампе. Рампом се осим транспорта може вршити и сервисирање јаме без битног ометања транспорта руде.

## Битне карактеристике подземне експлоатације

### Вентилација
Један од најважнијих аспеката подземног ископавања је вентилација. Вентилација је потребна за уклањање токсичних гасова Архивирано на веб-сајту  (12. април 2017) и уклањање издувних гасова из дизел опреме. У дубоким топлим рудницима вентилација је такође потребна за хлађење радног места за рударе. Вентилациони повишице су ископали да обезбеди вентилацију за радна места, а може се изменити за употребу као ванредним линијама бекства. Примарни извори топлоте у подземним рудницима су температуре чврстих стена, машине и ауто компресија. Друге мале факторе доприносе температура људског тела и минирања. Једна од најважнијих подземних просторија је вентилационо окно и вентилациони ходници.

### Подграђивање (делимично или потпуно)
Такође један од најважнијих аспеката подземног ископавања је подграђивање. Оно може бити делимично (парцијално подграђивање критичних места због опаснисти од одрона) или потпуно (подграђивање целог рудничког окна услед експлоатације у неповољним условима околине). Подграде могу бити: металне, челичне, бетонске, дрвене, итд.

### Отклањање воде из рударског окна
Одвођење воде услед плављена посредством кише или других временских неприлика, помоћу пумпи за воду што обезбеђује заштиту при раду и наставак даљег тока експлоатације.

### Откривање присутности штетних плинова и заштиту запослених рудара од истих
У одређеним јамским просторијама долази до стварања повеће количине штетних гасова које би могле да угрозе безбедност запослених. Циљ је користити одређене методе у условима ограничене експлоатације (у јамама са метаном или угљеном прашином) зарад избегавања икаквог испољавања штетног гаса, или пронаћи извор штетних гасова и уклонити га.

### Посебан начин транспорта минералних сировина
У подземној експлоатацији, минералне сировине, машине, радна снага и остало не може се преносити и превозити као у другим видовима експлоатације. Постоје посебни тунели (транспортни тунели) у којима се не врши експлоатација већ служе за горе поменуте радње и увек су проходни. У неким ситуацијама се преноси и вертикално па се за тај вид транспорта користе одређене дизалице и кранови.

### Основне технолошке операције у јами
- Бушење минских бушотина и минирање експлозивом
- Стројно добијање са са секачицама, комбајнима
- Транспорт и извоз минералне сировине на површину

## Главне операције
Главна операција у технолошком процесу придобијања корисне минералне сировине је откопавање на које утичу следећи фактори: геолошки услови, хидролошке и хидрогеолошке прилике, геомеханичка својства минералне сировине и пратећих стена, квалитета минералне сировине (руде) и дубина залегања лежишта.

## Утовар и одвоз руде
Транспортни проблем је један од најозбиљнијих код подземног откопавања по питању трошкова и ангажованог времена. Веома су ретки случајеви да се руда из откопа директно извози на површину. То је технички изводљиво код мањих и плићих лежишта која су отворена поткопом или рампом. 
Савремени концепт подземног откопавања базира се на самоходној дизел опреми за утовар и одвоз руде. Основна машина у подземном откопавању је јамски дизел утоварач, који се карактерише мобилношћу и великим радијусом дејства, вишестраном применом: за утовар, за одвоз, за сервисирање итд. Неповољност код примене дизел механизације у јами огледа се у великој количини издувних гасова и загревању јамског ваздуха. Ова неповољност наметнула је потребу развоја електричне утоварно транспотне механизације која се одликује хеупоредиво мањим нивоом буке, занемарљивим загревањем ваздуха и одсуством штетних гасова. Неповољна страна ове опреме је ограничен радијус кретања због електричног кабла.
Виша цена електричне јамске механизације и ограничен радијус кретања чине да се ова опрема релативно мало користи. Њена највећа примена је у дубоким јамама где је највећи микроклиматски проблем висока температура стена и јамског ваздуха.

## Најдубљи рудници
- Најдубљи рудници на свету су рудници злата Таутона и Савука у северној Африци северној Африци који тренутно раде на дубинама већим од 3.900 m (12.800 ft). Постоје планови за просиривање Мпоненг рудника, сестра од ТауТона, до 4.500 m (14.800 ft) у наредним година.
- Најдубљи рудник у Северној Америци је Агник-Игл ЛаРонде, рудник злата, цинка, сребра и бакра, дубине 45 км(28 миља).
- Најдубљи рудници чврстих сировина у Аустралији су рудници цинка и бакра који воде на планину Иса, Квинсленд 1.800 m (5.900 ft).
- Најсуровији услови у руднику чврстих сировина јесте Витватерсранд у северној Африци где радници раде на температурама од 45 °C. Међутим, користе се масивни расхладни уређаји, како би се температура спустила на 28 °C